# Las Cañadas, Michoacán de Ocampo
Las Cañadas är en ort i Mexiko.   Den ligger i kommunen La Piedad och delstaten Michoacán de Ocampo, i den centrala delen av landet, 300 km väster om huvudstaden Mexico City. Las Cañadas ligger 1 719 meter över havet och antalet invånare är 2 223.
Terrängen runt Las Cañadas är huvudsakligen platt, men västerut är den kuperad. Runt Las Cañadas är det ganska tätbefolkat, med 104 invånare per kvadratkilometer. Närmaste större samhälle är La Piedad Cavadas, 7,4 km nordväst om Las Cañadas. Trakten runt Las Cañadas består till största delen av jordbruksmark.